# Buanes
Buanes é uma comuna francesa na região administrativa da Nova Aquitânia, no departamento Landes. Estende-se por uma área de 6,65 km². Em 2010 a comuna tinha 262 habitantes (densidade: 39,4 hab./km²).